# SethBling
SethBling (nacido el 3 de abril de 1987) es un comentarista estadounidense de videojuegos y transmisor en vivo de videojuegos en Twitch, conocido por videos de YouTube centrados en el videojuego de plataforma de desplazamiento lateral Super Mario World de 1990 y el videojuego sandbox 2011 Minecraft. Creó videojuegos, dispositivos y fenómenos originales y derivados en Minecraft, sin usar mods de Minecraft. Creó un intérprete para el lenguaje de programación BASIC y un emulador para la consola de videojuegos domésticos 1977 Atari 2600 en Minecraft. Además de las compilaciones de Minecraft que se ejecutan sin modificaciones, creó complementos para el juego. 
SethBling escribió programas de inteligencia artificial que juegan Super Mario World, Super Mario Bros. y Super Mario Kart. Tiene un récord mundial actual de 41.35 segundos para Super Mario World y un récord mundial anterior para The Legend of Zelda: Breath of the Wild. Logró el récord mundial de Super Mario World al usar una falla que le permitió ejecutar código arbitrario y saltar a los créditos del juego. En 2015, fue el primero en hacerlo en una consola de videojuegos doméstica. Inyectó código para jugar un juego tipo Flappy Bird dentro de Super Mario World en una SNES; fue el primero en realizar este tipo de ejecución de código arbitrario a mano. En 2017, Cooper Harasyn y SethBling crearon un jailbreak a mano utilizando exploits para guardar un editor hexadecimal en un cartucho de memoria de solo lectura, lo que permite la creación de modificaciones. 

## Primeros años
SethBling fue criado judío, pero desde entonces se ha convertido en ateo. Decidió que era ateo en algún momento cuando estaba en la escuela primaria, pero "jugó" en la escuela secundaria. El apodo de SethBling se deriva de su nombre de usuario AIM en la escuela secundaria. Según SethBling, su puntaje SAT combinado fue 1470 de 1600.
SethBling comenzó a programar su calculadora en la escuela secundaria y escribió muchos juegos en toda la escuela secundaria, incluido un MUD. SethBling escribió en 2012 que C # era su lenguaje de programación favorito.
SethBling trabajó como ingeniero de software en Microsoft durante tres años, donde trabajó en Xbox, y durante cuatro meses en Bing. SethBling dijo que su trabajo en Xbox no se había relacionado con los videojuegos, y que había trabajado en la versión Internet Explorer para Xbox, y en Xbox SmartGlass, una aplicación de teléfono móvil para controlar de forma remota una consola Xbox.

### Videojuegos
SethBling jugó a Super Mario Bros. 3 cuando tenía cinco o seis años. Super Mario World fue "uno de los juegos más populares" de su infancia. SethBling tenía una Sega Genesis, y jugó mucho Sonic the Hedgehog en ella. 
SethBling comenzó a jugar Minecraft alrededor de septiembre de 2010, después de la universidad, después de que su compañero de cuarto se lo mostró. El aspecto del videojuego de mundo abierto fue "muy atractivo" para SethBling, ya que jugaba MUD en secundaria y preparatoria. SethBling pensó que el juego era "realmente genial" y lo jugó durante aproximadamente un mes, después de lo cual "terminó con este juego". Unos meses después, compró una computadora nueva y decidió volver a jugar Minecraft. SethBling ingresó a la comunidad técnica y descubrió rápidamente redstone, un recurso programable en Minecraft, y comenzó a subir videos de sus creaciones a YouTube semanas después. SethBling se inspiró para usar redstone en Minecraft porque quería construir una estación. Inspirado en otros videos de YouTube sobre Minecraft, SethBling creó sus primeros videos para "obtener mejor el valor de [su] dinero" de la utilidad de grabación de pantalla Fraps que compró. SethBling inicialmente subió videos a YouTube para compartir sus creaciones en Reddit. No esperaba ganar suscriptores como un pequeño canal con solo unos pocos videos. El canal de YouTube de SethBling aumentó considerablemente en popularidad cuando el creador de Minecraft Markus Persson compartió uno de los videos de SethBling en Twitter. 
Según SethBling, "casi nunca" jugaba en consolas a pesar de trabajar en Xbox. Trabajando en Microsoft, SethBling pasaría casi todas sus tardes y fines de semana gratis jugando Minecraft. SethBling dejó su trabajo en Microsoft alrededor de abril de 2012 debido al éxito de su canal de YouTube y desde entonces se ha dedicado a youtuber como fuente de ingresos.

## Carrera enMinecraft
A menos que se indique lo contrario, todas las compilaciones de Minecraft mencionadas en esta sección se ejecutan en Minecraft sin modificar, excepto las texturas de bloque modificadas. 

### 2011-2012
En 2011, SethBling recreó Duck Hunt usando mecánicas de carga de arco recién introducidas en Minecraft. Jordan Mallory de Engadget describe esa réplica de SethBling como "[logra] capturar la inocencia y la nostalgia de nuestros jóvenes de 8 bits".
En febrero de 2012, SethBling recreó el juguete Rock 'Em Sock' Em Robots de 1964, que consiste en un robot rojo y azul, dentro de Minecraft. Mike Fahey, de Kotaku, elogió la mecánica y describió a los robots como "móviles aunque algo irritables".
En marzo de 2012, FVDisco y SethBling crearon Super Pirate Battle Royale, un minijuego de Minecraft para dos equipos donde el objetivo es hundir la nave del otro equipo usando TNT. También en 2012, SethBling creó SkyGrid, un mapa de Minecraft que consta de bloques solo en cada cuarta coordenada en cada eje.
En septiembre de 2012, SethBling y el creador de mapas de supervivencia Hypixel, el creador del popular servidor Hypixel, recrearon el juego, los mapas y las ocho clases de jugadores del Team Fortress 2, dentro de Minecraft. Cada clase de jugador tiene sus propias ventajas y se puede cambiar durante el juego. El creador de Minecraft Markus Persson calificó las recreaciones como "las más divertidas e impresionantes" en una entrevista de 2013 con CNET.

### 2013-2014
En febrero de 2013, SethBling hizo un toro mecánico en Minecraft. También en febrero, SethBling recreó el juego arcade de 1981 Donkey Kong y su escena introductoria en Minecraft. En el Donkey Kong original, los jugadores deben evitar caer barriles, pero en la versión de SethBling, deben evitar los carros de minas. Tres meses después, SethBling creó un minijuego de hockey aéreo para dos jugadores en Minecraft. Consiste en una pista y un objeto deslizante sin fin hecho de muchos carros de minas.
Los minijuegos de SethBling han aparecido en Minecraft Realms. Uno de ellos es Blocks vs. Zombies, un minijuego cooperativo de defensa de torres de 2013 en el que los jugadores disparan flechas para derrotar a los zombis entrantes en una trinchera. A medida que los jugadores obtienen killstreaks, pueden comprar armas mejoradas, torres de flechas, barreras y trampas para zombies. El juego termina cuando un zombi empuja a otro zombi sobre el borde frontal del campo. Julian Benson de PCGamesN dijo que el minijuego toma la "mentalidad de fortaleza" de Plants vs. Zombies, las trampas de Orcs Must Die!, y el sistema de actualización del FPS Killing Floor.
SethBling recreó el juego incremental Cookie Clicker, lanzado a principios de 2013. En 2014, SethBling recreó el videojuego de mundo abierto Goat Simulator y el juego de rompecabezas Bejeweled en Minecraft. SethBling también recreó un Stargate giratorio, una ola de arena en movimiento y el asistente de Microsoft Office Clippy. A principios de 2014, escribió un SethBling carteristas plug-in para Bukkit llama BlingPickpocket. En mayo de 2014, SethBling creó un portal de Minecraft que representa una parte de la otra dimensión detrás de él.
A fines de 2014, SethBling y el youtuber de Minecraft Cubehamster crearon un minijuego llamado Missile Wars donde los jugadores de dos equipos generan misiles para atravesar la pared del equipo opuesto. La idea surgió de una pelea entre dos Mega Gargantuas de Cubehamster, robots gigantes con cañones y "lanzadores de misiles". Los robots podrían disparar flechas de fuego, lanzar bloques TNT y derribar misiles entrantes. Después de la pelea de Mega Gargantua, Cubehamster quería que "lo convirtieran en un juego que se centra en disparar misiles entre ellos y tratar de hacerlos explotar". En Missile Wars, los jugadores reciben artículos que pueden usar para generar misiles, y explotar, detener y desactivar misiles entrantes. Los jugadores pueden saltar sobre misiles y montarlos por el campo de juego. Cubehamster dijo que "técnicas sutiles" que involucraban la mecánica de misiles habían hecho popular el juego. Según Cubehamster, Missile Wars se construyó en dos semanas y luego se probó a fondo. El juego apareció en Minecraft Realms.
Como un guiño a la adquisición de Mojang por parte de Microsoft en 2014, SethBling recreó la funcionalidad básica de Minecraft en Microsoft Excel, que incluía navegación y elaboración.

### 2015-2016
En 2015, SethBling creó una versión de la modalidad Turf Wars de Splatoon en Minecraft. El minijuego Splatoon es similar al juego de Wii U, en el que dos equipos de hasta cuatro jugadores compiten para pintar la mayor cantidad de terreno y paredes posible en tres minutos. SethBling recibió ayuda de PyroPuncher porque nunca había jugado a Splatoon en la consola. La versión de Minecraft presenta tres de las principales armas de Splatoon.
En 2015, SethBling trabajó con Verizon para crear un navegador web e introducir la funcionalidad de mensajería de texto y videollamadas en Minecraft.
In 2016, SethBling made an interpreter for the programming language BASIC in Minecraft. Programming many Minecraft command blocks to run the interpreter took him two weeks. The interpreter is slow and its speed declines with continued use; that is because Minecraft has a clock rate of 20 ticks per second. For example, printing a single character with the interpreter takes 20 seconds. The build features a virtual keyboard; a whiteboard, which displays the code; and a programmable turtle, which can mine and place blocks.
A fines de 2016, SethBling construyó un emulador para la consola Atari 2600, en Minecraft. El emulador tiene 64 KB de RAM funcional que se puede editar sobre la marcha, y un microprocesador funcional de 8 bits basado en el MOS 6502; también tiene una memoria ROM funcional e importante.  SethBling hizo que el emulador ejecutara cartuchos de varios juegos como Space Invaders, Pac-Man y Donkey Kong. Cada cartucho contiene cuatro kilobytes de datos; cada bit de RAM y ROM está representado por un bloque de Minecraft. Más de dos mil bloques de comandos comprenden el procesador del emulador. El emulador es lento: el procesador basado en ensamblador puede completar solo 20 instrucciones por segundo; en contraste, el procesador de Atari puede ejecutar 510 mil instrucciones por segundo (0.51 MIPS). Mientras que el Atari 2600 puede renderizar gráficos a 60 fotogramas por segundo, el emulador de SethBling procesa gráficos a 60 cuadros cada cuatro horas en una pantalla virtual. El emulador no tiene un controlador, por lo que no se pueden jugar juegos en él.
SethBling creó un paquete de recursos para Minecraft Pocket Edition Alpha, que se lanzó en octubre de 2016. El add-on se tituló Castle Siege Battle y fue criticada por el redactor de Kotaku Robert Gurthrie de causar glitches.

### 2018 – presente
En enero de 2019, SethBling aceleró el emulador Atari 2600 a una velocidad de un cuadro por segundo. Luego le llevó alrededor de quince minutos empatar "técnicamente" el récord mundial de 5.57 segundos para el videojuego de carreras Dragster.
En junio de 2019, Sethbling lanzó su video número 1000 en su canal de YouTube en el que mostró un paquete de datos del simulador de evolución genética.

## Carrera enSuper Mario

### Speedrunning
SethBling tiene el récord mundial de 41.35 segundos para la categoría de spedrun Credits Warp Any% (completar el juego y llegar a los créditos sin importar el progreso) de Super Mario World. Los jugadores pueden explotar glitches para modificar los valores de RAM del juego, lo que les permite escribir código en ensamblador. Cuando se ejecuta mediante la ejecución arbitarria de código, el código permite a los jugadores saltar directamente desde el primer nivel a los créditos sin tener que derrotar al jefe del juego. En 2015, SethBling fue el primero en ejecutar el glitch de Credits Warp de Super Mario World en una consola Super Nintendo real, con un tiempo de 5:59 minutos, después de que el transmisor de Twitch JeffW356 hubiera ejecutado con éxito la falla en un emulador. SethBling ejecutó la falla por primera vez en la consola minutos después de que se estableció un récord mundial de Super Mario World sin usar ejecución arbitraria de código. Al ejecutar el glitch con éxito en la Super Nintendo, SethBling validó la partida de JeffW356 como la más rápida en un emulador. SethBling usó cuatro controladores a través de dos dispositivos Super Multitap para terminar el juego en menos de un minuto. Dejó botones específicos en los controladores presionados para manipular los bytes de memoria y escribir cierto código. En el juego, SethBling ejecutó ciertas acciones y movimientos con precisión a nivek de píxel, como duplicar bloques de Yoshi y lanzar un caparazón rojo en un píxel específico.
SethBling tiene un antiguo récord mundial para The Legend of Zelda: Breath of the Wild sin el uso de bonos desbloqueables en el juego habilitados por las figuras de Amiibo, y dijo en 2017 que el uso de los desbloqueables es "visto por miembros de la audiencia casual como 'trampa', pero ellos actualmente tampoco afecta mucho lel speedrun". En 2017, SethBling le dijo a Kotaku "Cuando toco un juego, quiero entenderlo". 

### Redes neuronales
En junio de 2015, SethBling escribió un programa de inteligencia artificial llamado MarI/O (un juego de palabras entre Mario y I/O) que juega Super Mario World. El programa se basa en la neuroevolución de topologías de aumento; por tanto, genera redes neuronales utilizando algoritmos genéticos. A MarI/O solo se le da la disposición de nivel y las posiciones de los obstáculos, y se le incentiva para emular la función de condición física moviéndose lo más hacia la derecha, y lo más rápido posible. MarI/O prueba 300 genomas por generación evolutiva, separados en especies. Cada genoma produce una red neuronal, y solo los genomas más aptos se crían en la próxima generación. SethBling ejecutó el programa, y después de 34 generaciones, que duró 24 horas, MarI/O terminó un nivel saltando por todo el mismo y evitando todos los poderes y enemigos. MarI/O muestra una representación gráfica de su estructura subyacente. Una semana después, SethBling entrenó a MarI/O para jugar a Super Mario Bros. El programa no pudo completar el primer nivel de Super Mario Bros. debido a los complicados movimientos espaciales necesarios para saltar sobre los obstáculos. MarI/O jugó continuamente Super Mario Bros. durante más de 17 días.
En noviembre de 2017, SethBling construyó una red neuronal recurrente para jugar Super Mario Kart. Entrenó al programa, MariFlow, con imágenes de video en las que interpreta mientras juega Super Mario Kart para que el programa aprenda cómo recuperarse de situaciones sin salida. El video utilizado para entrenar a MariFlow contiene sesiones interactivas en las que SethBling ocasionalmente toma el control del personaje. El objetivo de MariFlow es emular el metraje de video lo más cerca posible durante el juego.
En 2018, el desarrollador y youtuber Akisame, junto con Electra, desarrollaron LuigI/O, una implementación mejorada de MarI/O que juega Super Mario Bros. y The Lost Levels, habiendolos completado en todas las modalidades; actualmente, está programado para jugar Super Mario Bros. 3. El bot ha transmitido de manera continuada desde la fecha de estreno.

### Otros emprendimientos
En marzo de 2016, SethBling inyectó un código que permite jugar un juego similar a Flappy Bird escrito por p4plus2, en la memoria RAM de una Super Nintendo con Super Mario World en ejecución, en menos de una hora. SethBling primero extendió el temporizador de nivel y usó un glitch de incremento de encendido para permitir que se ejecute el código externo. Agregó código para mostrar la coordenada x de Mario que actuaba como ubicaciones de memoria en el código que estaba escribiendo. SethBling luego creó un gestor de arranque para poder lanzar el código que permite jugar Flappy Bird, que luego escribiría en la memoria no utilizada con movimientos precisos de Mario y saltos giratorios. SethBling usó dos dispositivos Super Multitap para usar múltiples controladores, que tenían varios botones presionados. MrCheeze descubrió la configuración de ejecución de código arbitrario que utilizó SethBling. Super Mario World había sido modificado para emular otros juegos antes al alimentar automáticamente la entrada del controlador pregrabado en la consola a través de una computadora, pero SethBling fue el primero en hacerlo íntegramente a mano.
SethBling y Cooper Harasyn colocaron un editor hexadecimal completo y mods en un cartucho de Super Mario World en mayo de 2017, solo usando entradas de controlador estándar. Harasyn descubrió un exploit que le permite al jugador escribir datos en archivos guardados de 256 bytes que se almacenan permanentemente en un cartucho de Super Mario World. Los datos se pueden organizar de modo que el juego esté en jailbreak cada vez que se inicie. Harasyn y SethBling utilizaron el exploit para crear un editor hexadecimal compacto en pantalla, que se puede cargar desde un archivo guardado. Un jugador puede editar la RAM del sistema a través del editor hexadecimal para alterar el estado del juego. Las modificaciones en el juego, como la compatibilidad con el mouse y el otorgamiento de poderes de telequinesis a Mario, se pueden escribir en un archivo guardado utilizando el editor hexadecimal.
El 5 de diciembre de 2015, SethBling actuó como entrenador en "Clash of Karts: Mario Kart 8", un especial de eSports de una hora en Disney XD.